# Campionato mondiale di hockey su ghiaccio - Prima Divisione 2009
Il Campionato mondiale di hockey su ghiaccio - Prima Divisione 2009 è stato un torneo di hockey su ghiaccio organizzato dall'International Ice Hockey Federation. Il torneo si è disputato fra l'11 e il 17 aprile 2009. Le dodici squadre partecipanti sono state divise in due gironi da sei ciascuno. Il torneo del Gruppo A si è svolto nella città di Vilnius, in Lituania. Le partite del Gruppo B invece si sono disputate a Toruń, in Polonia. Il Kazakistan ha vinto il Gruppo A mentre l'Italia il Gruppo B, garantendosi così la partecipazione al Campionato mondiale di hockey su ghiaccio maschile 2010. Al contrario l'Australia e la Romania, giunte all'ultimo posto dei rispettivi gironi, sono state retrocesse per il 2010 in Seconda Divisione. La Serbia e la Corea del Sud, vincitrici dei due gironi della Seconda Divisione, sostituiscono nel 2010 l'Australia e la Romania.

## Partecipanti

### Gruppo A
| Nazionale  | Qualificazione                                                |
| ---------- | ------------------------------------------------------------- |
| Slovenia   | Quindicesima e retrocessa dal Gruppo A del 2008.              |
| Kazakistan | Secondo nella Prima Divisione - Gruppo A del 2008.            |
| Giappone   | Terzo nella Prima Divisione - Gruppo B del 2008.              |
| Lituania   | Ospitante, quarta nella Prima Divisione - Gruppo B del 2008.  |
| Croazia    | Quinta nella Prima Divisione - Gruppo B del 2008.             |
| Australia  | Prima e promossa dalla Seconda Divisione - Gruppo B del 2008. |

### Gruppo B
| Nazionale   | Qualificazione                                                |
| ----------- | ------------------------------------------------------------- |
| Italia      | Sedicesima e retrocessa dal Gruppo A del 2008.                |
| Ucraina     | Seconda nella Prima Divisione - Gruppo B del 2008.            |
| Polonia     | Ospitante, terza nella Prima Divisione - Gruppo A del 2008.   |
| Regno Unito | Quarto nella Prima Divisione - Gruppo A del 2008.             |
| Paesi Bassi | Quinti nella Prima Divisione - Gruppo A del 2008.             |
| Romania     | Prima e promossa dalla Seconda Divisione - Gruppo A del 2008. |

## Gruppo A

### Incontri
| Vilnius 11 aprile 2009, ore 13:00 | Croazia | 1 – 7 (1-1; 0-4; 0-2) referto | Giappone | Siemens Arena (300 spett.) |

| Vilnius 11 aprile 2009, ore 16:30 | Australia | 0 – 6 (0-3; 0-3; 0-0) referto | Slovenia | Siemens Arena (1.000 spett.) |

| Vilnius 11 aprile 2009, ore 20:00 | Lituania | 1 – 5 (0-2; 0-1; 1-2) referto | Kazakistan | Siemens Arena (7.300 spett.) |

| Vilnius 12 aprile 2009, ore 13:00 | Giappone | 7 – 1 (3-0; 3-1; 1-0) referto | Australia | Siemens Arena (250 spett.) |

| Vilnius 12 aprile 2009, ore 16:30 | Kazakistan | 6 – 1 (3-0; 3-1; 0-0) referto | Croazia | Siemens Arena (1.200 spett.) |

| Vilnius 12 aprile 2009, ore 20:00 | Slovenia | 8 – 2 (0-0; 4-0; 4-2) referto | Lituania | Siemens Arena (5.400 spett.) |

| Vilnius 14 aprile 2009, ore 13:00 | Kazakistan | 3 – 1 (1-0; 1-1; 1-0) referto | Giappone | Siemens Arena (300 spett.) |

| Vilnius 14 aprile 2009, ore 16:30 | Slovenia | 4 – 2 (1-0; 1-2; 2-0) referto | Croazia | Siemens Arena (600 spett.) |

| Vilnius 14 aprile 2009, ore 20:00 | Australia | 3 – 9 (0-5; 1-2; 2-2) referto | Lituania | Siemens Arena (6.400 spett.) |

| Vilnius 15 aprile 2009, ore 13:00 | Giappone | 1 – 2 (0-1; 1-1; 0-0) referto | Slovenia | Siemens Arena (300 spett.) |

| Vilnius 15 aprile 2009, ore 16:30 | Kazakistan | 13 – 2 (5-0; 2-0; 6-2) referto | Australia | Siemens Arena (400 spett.) |

| Vilnius 15 aprile 2009, ore 20:00 | Lituania | 7 – 2 (2-1; 1-0; 4-1) referto | Croazia | Siemens Arena (7.400 spett.) |

| Vilnius 17 aprile 2009, ore 13:00 | Croazia | 5 – 1 (1-0; 2-1; 2-0) referto | Australia | Siemens Arena (350 spett.) |

| Vilnius 17 aprile 2009, ore 16:30 | Slovenia | 1 – 2 (0-1; 0-1; 1-0) referto | Kazakistan | Siemens Arena (4.800 spett.) |

| Vilnius 17 aprile 2009, ore 20:00 | Giappone | 5 – 1 (1-0; 3-1; 1-0) referto | Lituania | Siemens Arena (8.700 spett.) |

### Classifica
| Pos. |            | PG | V | VOT | POT | P | GF | GS | DR  | Pt |
| 1.   | Kazakistan | 5  | 5 | 0   | 0   | 0 | 29 | 6  | +23 | 15 |
| 2.   | Slovenia   | 5  | 4 | 0   | 0   | 1 | 21 | 7  | +14 | 12 |
| 3.   | Giappone   | 5  | 3 | 0   | 0   | 2 | 21 | 8  | +13 | 9  |
| 4.   | Lituania   | 5  | 2 | 0   | 0   | 3 | 20 | 23 | -3  | 6  |
| 5.   | Croazia    | 5  | 1 | 0   | 0   | 4 | 11 | 25 | -14 | 3  |
| 6.   | Australia  | 5  | 0 | 0   | 0   | 5 | 7  | 40 | -33 | 0  |

### Riconoscimenti individuali
- Miglior portiere: Andrej Hočevar -  Slovenia
- Miglior difensore: Aaron Keller -  Giappone
- Miglior attaccante: Vadim Krasnoslobotsev -  Kazakistan

### Classifica marcatori
| Giocatore             | PG | G | A | Pt | +/- | MP |
| --------------------- | -- | - | - | -- | --- | -- |
| Takeshi Saito         | 5  | 5 | 4 | 9  | +7  | 27 |
| Vadim Krasnoslobotsev | 5  | 3 | 6 | 9  | +9  | 0  |
| Mitja Sivic           | 5  | 5 | 3 | 8  | +5  | 2  |
| Tomaž Razingar        | 5  | 4 | 4 | 8  | +6  | 0  |
| Evgenij Rymarev       | 5  | 5 | 2 | 7  | +5  | 6  |
| Andrej Gravilin       | 5  | 3 | 4 | 7  | +8  | 2  |
| Il'ja Solarev         | 5  | 3 | 4 | 7  | +8  | 4  |
| Darius Lelenas        | 5  | 4 | 2 | 6  | +4  | 20 |
| Roman Starchenko      | 5  | 4 | 2 | 6  | +5  | 2  |
| Maxim Belyayev        | 5  | 3 | 3 | 8  | +5  | 6  |

Fonte: IIHF.com

### Classifica portieri
| Giocatore            | Min | TC     | GS | SO | MGS  | Sv%   |
| -------------------- | --- | ------ | -- | -- | ---- | ----- |
| Alexei Kuznetsov     | 61  | 180:00 | 3  | 0  | 1.00 | 95.08 |
| Andrej Hočevar       | 106 | 299:15 | 7  | 1  | 1.40 | 93.40 |
| Masahito Haruna      | 90  | 239:02 | 7  | 0  | 1.76 | 92.22 |
| Nerijus Dauksevicius | 119 | 220:00 | 13 | 0  | 3.55 | 89.08 |
| Matt Ezzy            | 182 | 209:19 | 25 | 0  | 7.17 | 86.26 |

Fonte: IIHF.com

## Gruppo B

### Incontri
| Toruń 11 aprile 2009, ore 13:00 | Regno Unito | 2 – 4 (0-0; 1-1; 1-3) referto | Ucraina | Tor-Tor (508 spett.) |

| Toruń 11 aprile 2009, ore 16:30 | Romania | 0 – 11 (0-5; 0-4; 0-2) referto | Italia | Tor-Tor (403 spett.) |

| Toruń 11 aprile 2009, ore 20:00 | Paesi Bassi | 1 – 3 (0-1; 1-1; 0-1) referto | Polonia | Tor-Tor (2.995 spett.) |

| Toruń 13 aprile 2009, ore 13:00 | Italia | 5 – 2 (3-0; 2-1; 0-1) referto | Regno Unito | Tor-Tor (709 spett.) |

| Toruń 13 aprile 2009, ore 16:30 | Ucraina | 5 – 1 (1-0; 3-0; 1-1) referto | Paesi Bassi | Tor-Tor (512 spett.) |

| Toruń 13 aprile 2009, ore 20:00 | Polonia | 7 – 0 (2-0; 4-0; 1-0) referto | Romania | Tor-Tor (2.611 spett.) |

| Toruń 14 aprile 2009, ore 13:00 | Italia | 4 – 0 (3-0; 1-0; 0-0) referto | Paesi Bassi | Tor-Tor (402 spett.) |

| Toruń 14 aprile 2009, ore 16:30 | Romania | 0 – 8 (0-0; 0-3; 0-5) referto | Regno Unito | Tor-Tor (532 spett.) |

| Toruń 14 aprile 2009, ore 20:00 | Ucraina        | 1 – 1 (d.t.s.) (1-1; 0-0; 0-0; 0-0) referto | Polonia | Tor-Tor (3.215 spett.) |
| Shootout 1 – 0                  |                |                                             |         |                        |
|                                 |                |                                             |         |                        |
|                                 | Shootout 1 – 0 |                                             |         |                        |

| Toruń 16 aprile 2009, ore 13:00 | Regno Unito | 3 – 2 (3-0; 0-1; 0-1) referto | Paesi Bassi | Tor-Tor (694 spett.) |

| Toruń 16 aprile 2009, ore 16:30 | Ucraina | 7 – 0 (2-0; 3-0; 2-0) referto | Romania | Tor-Tor (452 spett.) |

| Toruń 16 aprile 2009, ore 20:00 | Polonia | 2 – 4 (1-0; 0-2; 1-2) referto | Italia | Tor-Tor (3.248 spett.) |

| Toruń 17 aprile 2009, ore 13:00 | Paesi Bassi | 5 – 1 (1-0; 2-0; 2-1) referto | Romania | Tor-Tor (406 spett.) |

| Toruń 17 aprile 2009, ore 16:30 | Italia | 2 – 0 (0-0; 1-0; 1-0) referto | Ucraina | Tor-Tor (1.118 spett.) |

| Toruń 17 aprile 2009, ore 20:00 | Polonia | 1 – 2 (d.t.s.) (0-0; 0-1; 1-0) referto | Regno Unito | Tor-Tor (2.704 spett.) |

### Classifica
| Pos. |             | PG | V | VOT | POT | P | GF | GS | DR  | Pt |
| 1.   | Italia      | 5  | 5 | 0   | 0   | 0 | 26 | 4  | +22 | 15 |
| 2.   | Ucraina     | 5  | 3 | 1   | 0   | 1 | 17 | 5  | +12 | 11 |
| 3.   | Regno Unito | 5  | 2 | 1   | 0   | 2 | 17 | 12 | +5  | 8  |
| 4.   | Polonia     | 5  | 2 | 0   | 2   | 1 | 14 | 9  | +5  | 8  |
| 5.   | Paesi Bassi | 5  | 1 | 0   | 0   | 4 | 9  | 16 | -7  | 3  |
| 6.   | Romania     | 5  | 0 | 0   | 0   | 5 | 1  | 38 | -37 | 0  |

### Riconoscimenti individuali
- Miglior portiere: Thomas Tragust -  Italia
- Miglior difensore: Trevor Johnson -  Italia
- Miglior attaccante: Andrij Michnov -  Ucraina

### Classifica marcatori
| Giocatore        | PG | G | A | Pt | +/- | MP |
| ---------------- | -- | - | - | -- | --- | -- |
| Roland Ramoser   | 5  | 5 | 3 | 8  | +7  | 6  |
| Trevor Johnson   | 5  | 3 | 5 | 8  | +7  | 2  |
| Jamie Schaafsma  | 5  | 5 | 2 | 7  | 0   | 0  |
| Greg Chambers    | 5  | 1 | 6 | 7  | +1  | 4  |
| Nicola Fontanive | 5  | 3 | 3 | 6  | +6  | 12 |
| Colin Shields    | 5  | 2 | 4 | 6  | +4  | 14 |
| Luca Ansoldi     | 5  | 1 | 5 | 6  | +6  | 6  |
| Mikolaj Lopuski  | 5  | 5 | 0 | 5  | +3  | 6  |
| Oleg Shafarenko  | 5  | 4 | 1 | 5  | +6  | 2  |
| David Clarke     | 5  | 3 | 2 | 5  | -1  | 2  |

Fonte: IIHF.com

### Classifica portieri
| Giocatore           | Min    | TC  | GS | SO | MGS  | Sv%   |
| ------------------- | ------ | --- | -- | -- | ---- | ----- |
| Thomas Tragust      | 240:00 | 108 | 2  | 3  | 0.50 | 98.15 |
| Kostiantyn Simchuk  | 183:51 | 80  | 4  | 0  | 1.31 | 95.00 |
| Krzysztof Zborowski | 121:54 | 38  | 2  | 1  | 0.98 | 94.74 |
| Rafal Radziskewski  | 182:43 | 90  | 6  | 1  | 1.97 | 93.33 |
| Jody Lehman         | 261:30 | 144 | 10 | 1  | 2.29 | 93.06 |

Fonte: IIHF.com

### Roster dell'Italia
Allenatore:  Rick Cornacchia.
Lista dei convocati aggiornata al 17 aprile 2009.
| N. | Pos. | Nome                 | Anno | Alt. | Peso | Tiro | Squadra       |
| -- | ---- | -------------------- | ---- | ---- | ---- | ---- | ------------- |
| 1  | P    | Thomas Tragust       | 1986 | 187  | 83   | L    | Fassa Falcons |
| 2  | A    | Stefan Zisser        | 1980 | 170  | 82   | L    | Bolzano       |
| 4  | D    | Christian Borgatello | 1982 | 174  | 79   | R    | Bolzano       |
| 5  | A    | Diego Iori           | 1986 | 184  | 85   | R    | Fassa Falcons |
| 6  | D    | Michele Strazzabosco | 1976 | 193  | 98   | L    | Cortina       |
| 7  | D    | Stefano Marchetti    | 1986 | 180  | 80   | L    | Fassa Falcons |
| 8  | A    | John Parco           | 1971 | 183  | 81   | L    | Asiago        |
| 9  | A    | Giorgio De Bettin    | 1972 | 174  | 73   | R    | Cortina       |
| 11 | A    | Roland Ramoser       | 1972 | 203  | 92   | R    | Bolzano       |
| 14 | D    | Armin Hofer          | 1987 | 176  | 80   | L    | Val Pusteria  |
| 15 | A    | Luca Felicetti       | 1981 | 166  | 84   | L    | Fassa Falcons |
| 16 | D    | Trevor Johnson       | 1982 | 180  | 81   | R    | Asiago        |
| 17 | A    | Luca Ansoldi         | 1982 | 179  | 77   | R    | Bolzano       |
| 18 | D    | Steven Gallace       | 1978 | 182  | 94   | R    | Cortina       |
| 21 | A    | Thomas Pichler       | 1985 | 183  | 80   | L    | Val Pusteria  |
| 22 | A    | Stefano Margoni      | 1975 | 187  | 85   | L    | Pontebba      |
| 23 | A    | Patrick Iannone      | 1982 | 181  | 84   | L    | Val Pusteria  |
| 24 | A    | Nicola Fontanive     | 1985 | 165  | 73   | L    | Alleghe       |
| 26 | D    | Armin Helfer         | 1980 | 187  | 86   | L    | Kloten Flyers |
| 27 | A    | Mike Souza           | 1978 | 184  | 99   | L    | Cortina       |
| 28 | A    | Manuel De Toni       | 1979 | 181  | 80   | L    | Alleghe       |
| 30 | P    | Adam Russo           | 1983 | 174  | 81   | L    | Tours         |

LEGENDA:

P = Portiere, D = Difensore, A = Attaccante, L = sinistra, R = destra